# Waveney (rivière)
Pour les articles homonymes, voir Waveney.
La Waveney est une rivière (en fait un fleuve côtier) qui forme la frontière entre les comtés du Suffolk et du Norfolk, en Angleterre, elle s'écoule majoritairement dans les Broads.

## Le cours de la rivière
La Waveney prend sa source dans un fossé sur le côté est de la route B1113, entre les villages de Redgrave et South Lopham (en), Norfolk. Le fossé de l'autre côté de la route est la source de la rivière Little Ouse qui continue la frontière du comté et, via la Great Ouse, atteint la mer à King's Lynn.
On prétend donc que, pendant les périodes de fortes pluies, le comté de Norfolk peut être considéré comme une île. [citation nécessaire]. L'explication de cette bizarrerie est que la vallée dans laquelle les rivières s'écoulent n'a pas été formée par ces rivières, mais par les déversements d'eau du lac périglaciaire connu sous le nom de lac Fenland[citation nécessaire]. Ce lac date de la période glaciaire dévensienne, il y a quinze ou vingt mille ans. La calotte glaciaire a fermé le drainage naturel des Vale of Pickering, Humber et The Wash formant un lac de forme complexe dans la Vale of Pickering, la  Yorkshire Ouse, la vallée inférieure de la Trent et le bassin de Fenland. Cette vallée était son déversoir dans le bassin sud de la Mer du Nord, de là jusqu'au bassin de la Manche.
La rivière commence son périple à une altitude de 25 m et s'écoule vers l'est à travers les villes de Diss, Bungay et Beccles. De sa source, le cours d'eau forme la limite sud entre Bressingham et  Roydon avant d'atteindre Diss. À Scole, il est traversé par une voie romaine, avec le contournement de la route A140 juste à l'est. Un barrage se trouve à Billingford ; Billingford Windmill est situé un peu au nord de la rivière. Au-delà de Billingford Bridge, la rivière Dove, coule vers le nord à partir de  Eye, sur la rive sud, le Mid Suffolk Footpath traverse la rivière qui descend en dessous des 20 m jusqu'à un autre déversoir. La rivière se tourne vers le nord-est pour atteindre Brockdish et Needham avant de passer au sud de Harleston.
Plusieurs lacs se trouvent sur la rive sud, le plus grand couvrant 40 ha, qui étaient autrefois les carrières à gravier Weybread mais sont maintenant utilisés pour la pêche
Au-dessous des lacs se trouvent les vestiges d'un prieuré clunisien et la vaste zone drainée des marais de Mendham. Mendham, qui est le lieu de naissance de l'artiste Alfred Munnings, se trouve du côté du Suffolk, Wortwell est dans le Norfolk, et Homersfield est de nouveau dans le Suffolk.
En 1869, Homersfield Bridge, l'un des premiers ponts construits en béton et en fer a été construit de l'autre côté de la rivière. Il a été commandé par Sir Shafto Adair, avait une portée de 15 m et était antérieur à l'introduction du béton armé véritable de plusieurs années. Il s'agit désormais du plus ancien pont en béton d'Angleterre. C'est une structure  classée Grade II *. Le trafic routier a été détourné sur un nouveau pont en 1970 et il a été acquis par le conseil du comté de Norfolk en 1994. Ils l'ont transmis au Norfolk Historic Buildings Trust qui a géré sa restauration en 1995. Les travaux ont été financés par des subventions de English Heritage, Blue Circle Industries et des administrations du comté, du district et le niveau local.
À Earsham, l'Otter Trust avait l'un de ses trois centres britanniques, il a ouvert ses portes en 1978 et fermé en 2006, après avoir réussi à augmenter le nombre de loutres sur la rivière.
À Bungay, début de la navigation, la Waveney forme un large méandre, constituant la frontière Norfolk / Suffolk. Viennent ensuite Ditchingham,  Broome et Ellingham avant Geldeston, où un pub isolé se trouve à côté du site d'une écluse. Il s'agit de la limite actuelle de navigation pour les embarcations plus grandes qu'un  aviron.
Un peu plus loin se trouve une digue qui mène au village.
Gillingham vient ensuite avant que la rivière ne rassemble ses eaux à Beccles, en entrant dans les Broads. Bien que le pont de la vieille ville limite ici la navigation aux embarcations dont le tirant d'eau est inférieur à 1,98 m, son quai au-delà change brusquement la nature de la rivière d'une caractéristique rurale douce à un accès vers la mer du Nord. Beccles a été un port de pêche pendant de nombreuses années et les parents de Lord Nelson se sont mariés dans l'église Saint-Michel.
La rivière serpente ensuite dans Barnby Broad and Marshes SSSI et Burgh St Peter vers Somerleyton. Ici Oulton Dyke bifurque sur la Waveney vers Oulton Broad et Lowestoft. Une écluse maritime, connue sous le nom d'écluse Mutford, sépare l'eau douce de la mer et relie Oulton Broad à Lake Lothing et à la mer du Nord. Ce verrou est exploité par Sentinel Enterprises Limited et permet un important trafic.

À Somerleyton, la ligne de chemin de fer qui va de Lowestoft à Norwich traverse la Waveney sur un pont tournant, tandis qu'à St Olaves, les bifurcations à gauche d'Haddiscoe Cut, permettent de relier les rivières Yare et Waveney. Les travaux ont été réalisés au XIXe siècle pour fournir une route directe entre les quais de Lowestoft et Norwich.
Enfin, la Waveney s'écoule devant Burgh Castle dans la Breydon Water à la confluence des deux fleuves. Ses eaux rejoignent celles de la rivière Yare et atteignent la mer à Great Yarmouth.
Une version spéciale du Norfolk wherry (bateau typique des Broads) était en usage sur la Waveney, avec des bateaux ne mesurant pas plus de 21 m sur 5 m de large. Il y avait aussi des bateaux à vapeur.
Daniel Defoe décrit les Waveney's Broads : 
 La rivière Waveney est une rivière considérable, son chenal est profond et bien rempli, navigable pour de grandes barges aussi loin qu'à Beccles; elle s'écoule sur une distance d'environ cinquante milles, entre les deux comtés de Suffolk et Norfolk, dont elle est la frontière ; avec son apparence de doux ruisseau, filant vers la mer, personne ne pourrait imaginer la rivière s'élargir et se creuser si profondément, aller directement vers la mer, même jusqu'au bord de la plage ; c'est-à-dire à moins d'un mile de l'océan principal ; pas un étranger, dis-je ne s'attendrait à voir son entrée dans la mer à cet endroit, et un noble port pour les navires à son embouchure; quand tout à coup, la terre s'élevant au bord de la mer, traverse la tête du fleuve, comme un barrage, en contrôle tout le cours, et elle revient, en tournant son cours vers l'ouest, sur deux milles, ou environ; et puis en tournant vers le nord, à travers un autre long parcours de prairies (rejoignant celles qui viennent d'être mentionnées), cherche la rivière Yare, afin qu'elle puisse mélanger son eau avec la sienne, et trouver ensemble leur chemin vers la mer. Defoe poursuit : "Certains de nos historiens racontent une longue et fabuleuse histoire de l'ouverture de cette rivière, et d'un célèbre port pour les navires appartenant à la ville de Leostof attenante ; mais que la ville de Yarmouth a envié la prospérité de ladite ville de Leostof, lui a fait la guerre ; et qu'après de nombreuses batailles sanglantes, aussi bien par mer que par terre, ils sont enfin arrivés à une action décisive en mer avec leurs flottes respectives, et la victoire est tombée aux hommes de Yarmouth, la flotte de Leostof étant renversée et complètement détruite; et que lors de cette victoire, les hommes de Yarmouth ont effectivement fixé l’embouchure de ladite rivière, ou obligé les hommes de Leostof vaincus à le faire eux-mêmes, et les ont tenus de ne jamais tenter rétablir la situation antérieure (Je crois pour ma part à cette histoire, et je n'en recommande pas plus au lecteur; ajoutant, que je ne vois aucune autorité pour la relation, les conteurs ne sont d'accord ni dans le temps, ni dans le détails du fait, c'est-à-dire sous le règne duquel ou sous quel gouvernement tout cela s'est produit; en quelle année, etc. : Je me contente donc de transcrire la question de fait, puis je la laisse telle que je la trouve),.

## Navigation
La rivière Waveney a été aménagée pour la navigation en vertu d'une loi du Parlement de 1670 qui a autorisé cinq commerçants de Bungay et un de Downham Market à effectuer les travaux. Cela comprenait la construction de trois écluses, à Geldeston, Ellingham et Wainford, pour étendre la navigation jusqu'à Bungay Staithe. La navigation est restée entre des mains privées et n'était pas sous le contrôle des commissaires de Yarmouth, qui étaient responsables du cours inférieur du fleuve. Une deuxième loi de 1772 garantissait que les magistrats du Suffolk recevaient une part de 5 pour cent de tous les péages provenant du transport de charbon, destinée à entretenir la navigatiojn sur la Waveney. Un marchand de Bungay détenait la gestion à la fin du XVIIIe siècle. La charge a ensuite été achetée par William Butcher. Lorsque le pont de St Olave a dû être reconstruit en 1847, il a expliqué que même s'il en était propriétaire, il avait abandonné la perception des péages, et ces questions étaient traitées par les juges des assises de Bury St Edmunds. En 1848, il a tenté de créer la Bungay Navigation Tontine Co., qui achèterait les droits de perception des péages et de commerce sur la rivière, en utilisant une tontine, mais le projet n'a pas réussi à attirer suffisamment d'investisseurs pour devenir viable.
En 1889, la propriété a été transférée à W. D. Walker de Bungay, un marchand et malteur. L'entreprise était le premier propriétaire d'un lieu appelé   Albion , qui appartient maintenant au Norfolk Wherry Trust. De 1919 à 1934,  Watney, Combe, Reid and Co. a contrôlé la navigation.
La courte section, de Haddiscoe à Burgh Ferry, faisait partie d'un grand projet pour relier Norwich à la mer à Lowestoft. Le plan est né en 1818, mais les marchands de Yarmouth s'y sont opposés et ce n'est que le 28 mai 1827 qu'une loi du Parlement a autorisé la Norwich and Lowestoft Navigation Company à lever 100 000 £, avec 50 000 £ supplémentaires si nécessaire.
Depuis Burgh Ferry, les bateaux utiliseraient un Oulton Dyke élargi pour atteindre Oulton Broad et une nouvelle écluse serait construite pour relier le large au Lake Lothing. Celui-ci aurait eu quatre ensembles de portes, de sorte qu'il pouvait être utilisé dans tous les états de la marée, était capable de gérer des navires de 46 m sur 15 m et utiliserait un système capable d'alimenter le canal qui traverse le lac Lothing avec de l'eau d'Oulton Broad. Achevé en 1829, il a été démontré en 1831 (quatre opérations des écluses auraient dû enlever 10 000 tonnes de gravier et de galets en mer) que son action n'aurait pas été aussi efficace que prévu.
Dans l'autre sens, la construction de Haddiscoe Cut a commencé, pour relier la rivière d'Haddiscoe à la rivière Yare (à  Reedham), permettant aux navires de Norwich de contourner Yarmouth. Les fonds étant limités, il a été décidé d'emprunter les 50 000 £ supplémentaires autorisés par la loi d'habilitation et une demande a donc été adressée à la Exchequer Bill Loan Commission pour ce montant. Les travaux ont été achevés et l'ouverture officielle a eu lieu le 30 septembre 1833.
L'entreprise a été un échec commercial car le développement de Norwich en tant que port n'a pas eu lieu et le port de Lowestoft a été sujet à l'ensablement. Avec un revenu ne correspondant pas aux dépenses, la Exchequer Bill Loan Commission ne pouvant être remboursée a pris le contrôle de la navigation en 1842 et l'a revendue à l'entrepreneur ferroviaire Sir Samuel Morton Peto.
Avec la baisse d'activité du commerce sur les fleuves avant la Seconde Guerre mondiale, la navigation a cessé sur plusieurs tronçons des Broads, y compris le tronçon de 6,8 km de la rivière allant de l'écluse de Geldeston à Bungay, où les droits de navigation ont été supprimés en 1934. L'écluse de Geldeston (alias écluse de Shipmeadow) est en cours de restauration par des bénévoles locaux du River Waveney Trust . Les écluses de Wainford et d'Ellingham ont depuis été reconverties, mais l'Agence pour l'environnement a négocié avec les propriétaires fonciers locaux pour autoriser l'utilisation de cette section par des canoës et des embarcations non motorisées. Elle a amélioré les installations de portage des bateaux aux écluses.
L'écluse de Mutford relie Oulton Broad au lac Lothing, c'est la seule écluse en activité sur l'ensemble des Broads. Deux ponts tournants permettaient le passage de la ligne  Lowestoft to Ipswich Railway et de la route A1117 à l'est de l'écluse. Le pont routier a depuis été remplacé par un pont levant d'un seul battant, en août 1992.
La porte a été remise à neuf en 1992, elle était gérée par le Waveney District Council, mais des discussions ont eu lieu en 2009 pour le transférer à la Broads Authority, qui gère le reste des Broads.
Depuis 2011, la gestion quotidienne est assurée au nom du conseil par Sentinel Enterprises, partie de Sentinel Leisure Trust. Ils exploitent également Oulton Broad Yacht Station.

## Meunerie
Comme la plupart des rivières du Suffolk et du Norfolk, la Waveney est relativement plate, dénivelant autour de 20 m sur la section entre Hoxne Mill, près de sa jonction avec la rivière Dove, et Beccles Bridge, où la hauteur des eaux est liée à la marée. Ces points sont séparés par 40 km, soit une pente moyenne de 1 sur 1 970. Malgré cela, la rivière a alimenté au moins 15 moulins, dont certains depuis plus de 900 ans. La plupart étant utilisés pour moudre du maïs en farine ou pour l'alimentation animale, mais certains ont été utilisés à d'autres fins. Tous ceux qui existent encore appartiennent à des propriétaires privés.
Le moulin le plus en amont était Scole Flax Mill, bien qu'il ne s'agisse pas d'un moulin à eau, mais alimenté par de la vapeur. Il a été construit par C.F. Costerton en 1854, dans une tentative de soulager la pauvreté lors des dépressions agricoles des années 1840 qui ont suivi la fin de la guerre avec la France. Il a persuadé les agriculteurs de cultiver le lin et a fourni les installations pour le traiter, à la fois dans l'usine et dans une usine de Eye, dirigée par son partenaire commercial Peter Naylor. Le lin était cultivé pour ses fibres qui servaient à fabriquer des draps, des sacs et des cordes, et pour ses graines, à partir desquelles l'huile de lin était obtenue. La production a été encouragée par un trophée remis chaque année à l'agriculteur qui avait produit le rendement le plus élevé sur 3 acres (1,2 ha) de terres. L'usine étant affectée par une baisse des approvisionnements locaux et la concurrence étrangère, elle ferma ses portes en 1881, après quoi les machines furent supprimées et les bâtiments démolis.
Le premier moulin à eau était à Hoxne. Le bâtiment actuel a été érigé en 1846 et se compose d'un rez-de-chaussée en brique, avec deux étages au-dessus de ceux revêtus de bois, et d'un toit en ardoise. Il a remplacé une structure construite en 1749, mais ce n'était pas le premier moulin à Hoxne, car un moulin est indiqué sur la carte de Kirby du Suffolk, datée de 1736, et deux moulins sont mentionnés dans le Domesday Book de 1086. Les deux derniers bâtiments ont été utilisés de diverses manières pour la mouture du maïs, la production de textiles et la transformation du lin à différents moments de leur histoire. Le moulin a cessé d'être utilisé après sa vente en 1968, mais conserve sa roue et certaines machines. Le moulin et la maison adjacente sont tous deux des structures patrimoniales classées répertoriées au grade II.
Le moulin de Syleham est mentionné pour la première fois en relation avec des moines qui ont fondé un monastère en 1020 près de Thetford. La construction du moulin a été réalisée quelque temps après 1779. Initialement, le moulin avait six ensembles de pierres et deux roues, propulsées par une chute de 1,8 m dans la rivière, mais en 1849, Henry Warne a déménagé son entreprise de Hoxne Mill à Syleham, et a utilisé le moulin pour alimenter des métiers à tisser un tissu grossier en lin et coton appelé drabbet. 96 personnes y étaient employées en 1855, mais bien que la fabrication de drabbet ait cessé en 1914, l'usine adjacente continuait d'être utilisée pour la confection de vêtements. Le moulin et une partie de l'usine ont été détruits par un incendie en 1928, mais l'usine a été reconstruite et a continué à produire des vêtements pour hommes jusqu'en 1989, date à laquelle elle a été fermée entraînant la perte de 100 emplois. Le moulin suivant était Luck's Mill, dont on sait très peu de choses, mais il figurait sur la carte de Kirby de 1736. Il a été démoli dans les années 1880 ou 1890.
Needham Mill était lié aux ecclésiastiques car il appartenait à Sibson Abbey, une abbaye cistercienne fondée en 1150. Il a été vendu en 1611 et apparaît sur la carte de Kirby de 1736. Bien que connu sous le nom de Needham Mill, il se trouve du côté Suffolk de la rivière, dans la paroisse de Weybread. Le fraisage s'est poursuivi jusqu'en 1934, date à laquelle le moulin a été vendu. La ferronnerie et la roue ont été vendues pour la ferraille en 1940. Les installations ont été transformées en maison en 1971. Le déversoir et l'écluse ont été reconstruits en 1963 pour un coût de 12 714 £. Une station de jaugeage pour la mesure du débit a été installée et on a augmenté la capacité des canaux pour réduire le risque d'inondation.
Weybread mill est également noté dans l'enquête du Domesday. Needham et Weybread étaient dirigés par William Mann en 1779, et le moulin de Weybread a été dirigé par un meunier-boulanger appelé Jacob Stanton à partir de 1785. Il a fait faillite en 1794. Les détails de la vente indiquent qu'il y avait deux roues entraînant cinq paires de pierres, et un moteur à vapeur nouvellement inventé pour couper le foin et la paille. Les détails de sa vente en 1918 indiquent qu'une roue avait 6 m de diamètre sur 3,6 m de large, ce qui en fait la plus grande roue de la Waveney, tandis que l'autre avait 3,6 m de diamètre. Il avait cinq étages et le moulin s'est vendu 1 250 £ mais a brûlé deux ans plus tard et n'a pas été reconstruit.
Mendham avait un moulin en 1086, bien que le bâtiment actuel ait été construit en 1807 et agrandi en 1871, quand un moteur de 25 chevaux a été installé pour compléter la roue hydraulique qui n'avait qu'une chute de 1 m, lorsque le niveau d'eau était bas. La machine a été modernisée en 1905, lorsque le nombre de pierres est passé de neuf à quatre, pour faire place à une usine de rouleaux. Le moteur a été remplacé en 1923, après avoir été mené et entretenu pendant plus de 50 ans par Jimmy Souter. Pendant ce temps, il n'est jamais tombé en panne et Souter est mort quand il a été démonté. Il a été remplacé par un moteur diesel  Lister, puis un moteur  Ruston et Hornsby. Une partie du bâtiment a été transformée en maison en 1938. Le moulin a continué à fonctionner jusqu'en 1949. Les droits d'utilisation de l'eau ont été abandonnés dans les années 1950, en échange de la fourniture d'électricité sur les lieux. Le moulin et la maison sont tous deux classés au patrimoine, grade II. Il y a peut-être aussi eu une papeterie à Mendham, mais ce n'est pas certain.
Limbourne Mill à Wortwell est mentionné dans le Domesday Book et appartenait au Bénédictines de Bungay. Il apparaît dans des documents de 1334, 1356 et 1364. En 1846, il a été cité dans un document du Suffolk et s'appelait alors Limber Mill. Il a continué à être utilisé jusqu'à au moins 1933, mais n'a pas été utilisé en 1949. Une partie de la machinerie d'origine a survécu et l'usine est classée au grade II.
Homersfield Mill est attesté en 1086 et par des documents de chaque siècle à partir du XIVe. La rive près du déversoir s'est effondrée au début des années 1920 et n'a pas été réparée, ce qui a entraîné la détérioration du moulin et du chalet en 1927.

## Qualité de l'eau
L'Agence pour l'environnement mesure la qualité de l'eau des systèmes fluviaux en Angleterre. On attribue à chacun un état écologique global qui peut être : élevé, bon, moyen, médiocre ou mauvais. Plusieurs éléments sont utilisés pour déterminer cela, y compris l'état biologique qui tient compte de la quantité et des variétés d'invertébrés, angiospermes et poissons, et l'état chimique, qui compare les concentrations de divers produits chimiques avec des concentrations sûres connues. L'état chimique est jugé bon ou mauvais.

## Traversées du cours d'eau

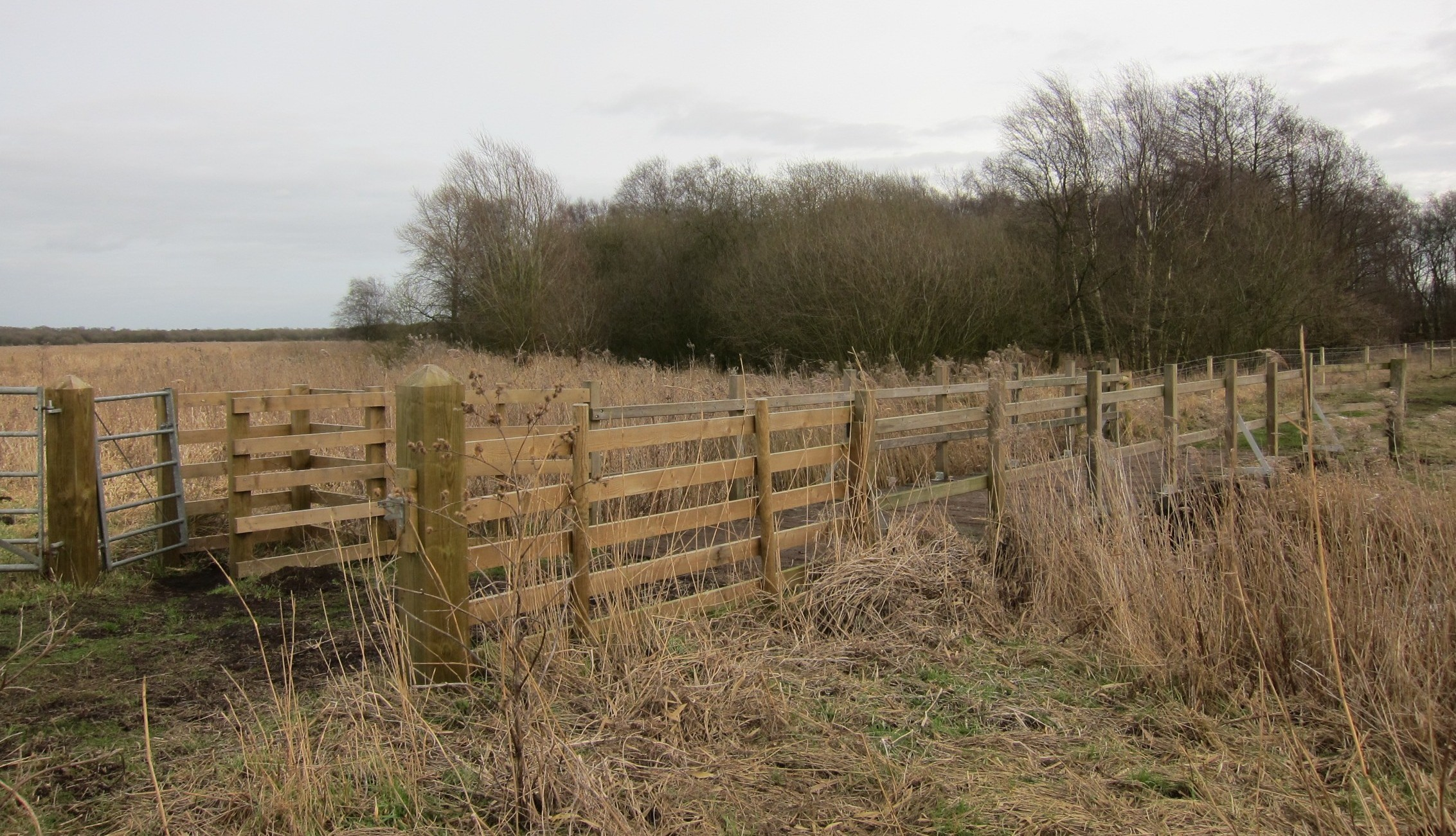
Premier franchissements à la source, Redgrave & S. Lopham Fen.
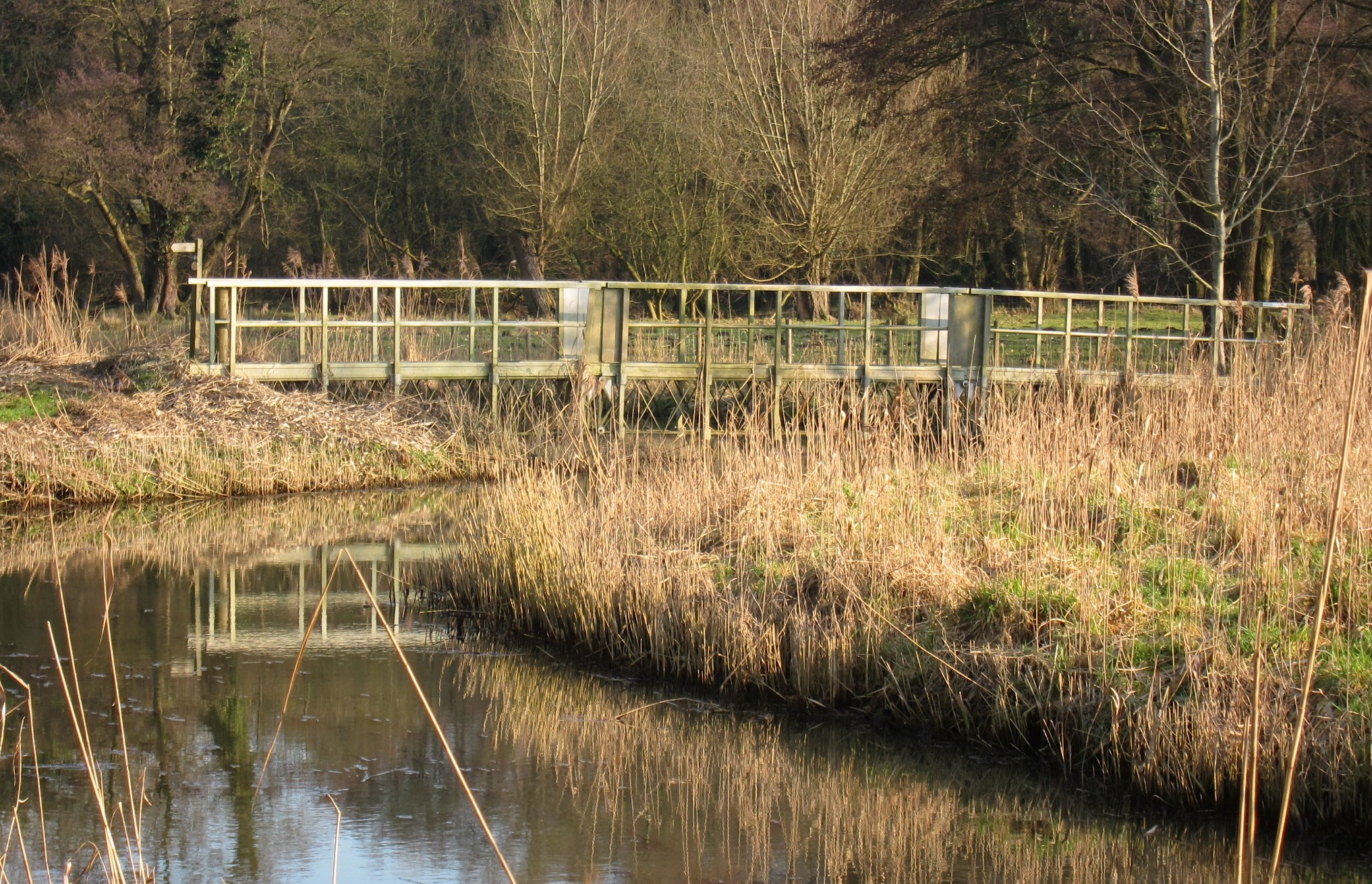
Deuxième franchissement dès la formation du lit, Redgrave Fen.
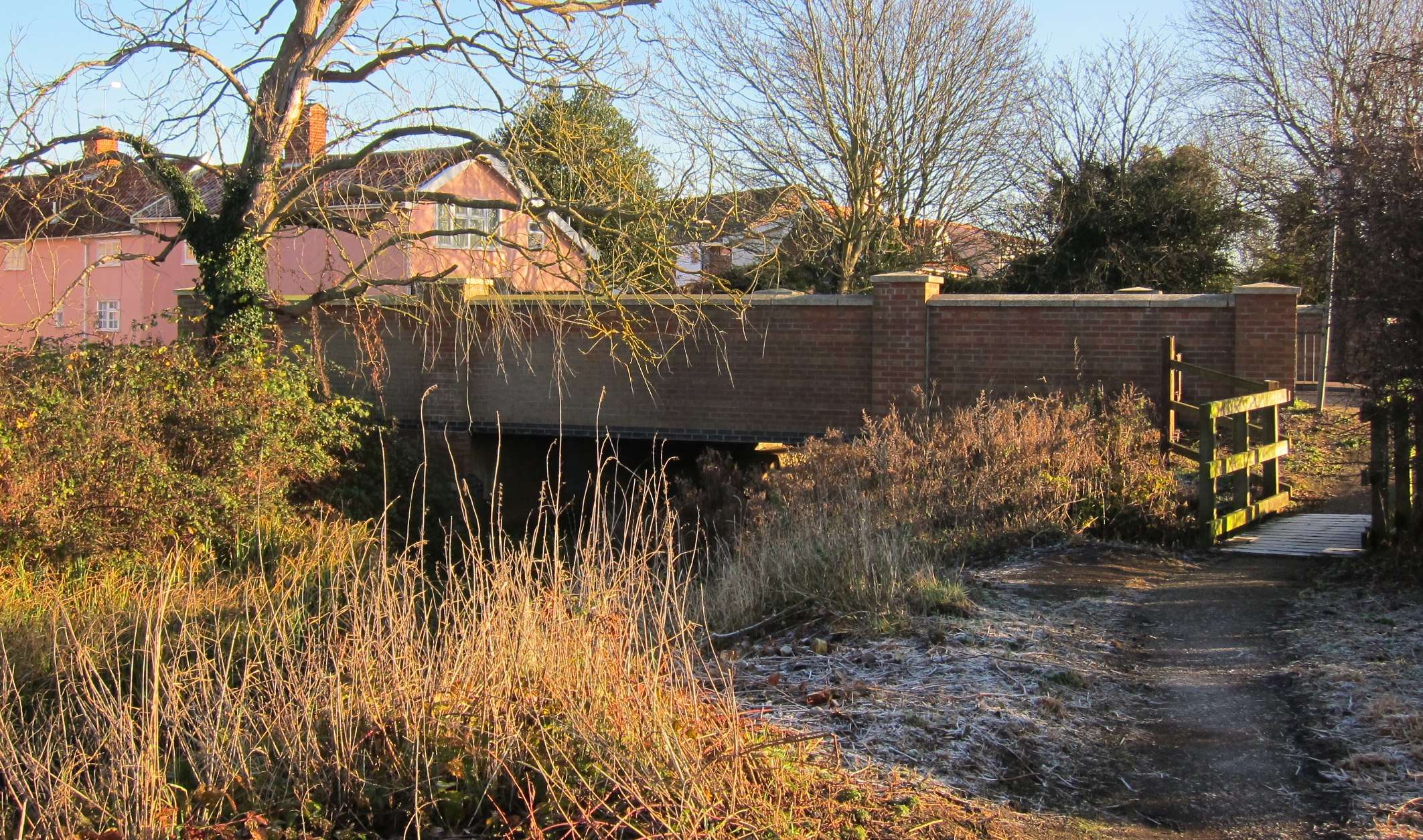
Denmark Bridge, Diss.
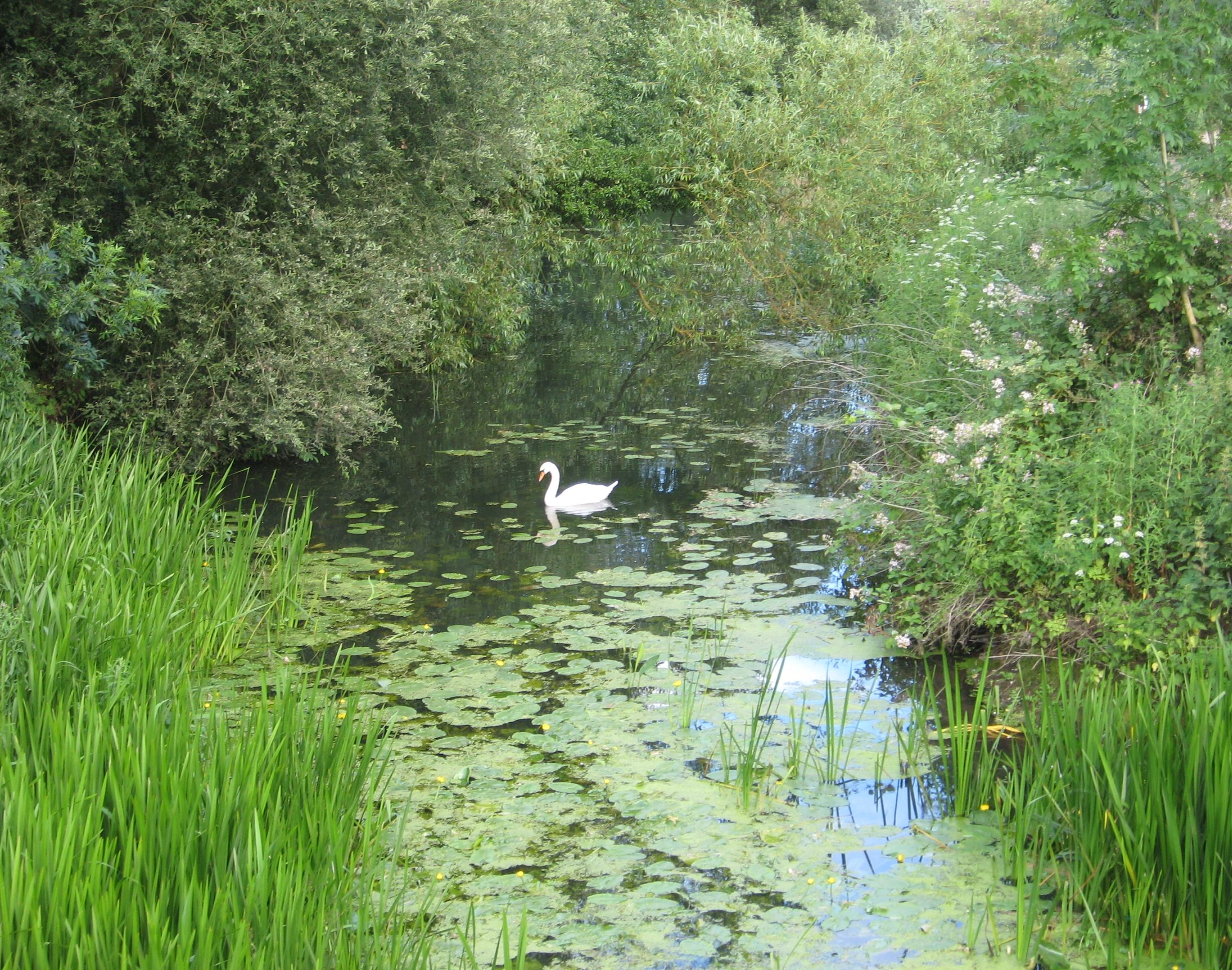
Vue de la Waveney près de la voie romaine : Scole Bridge, vers l'A143.
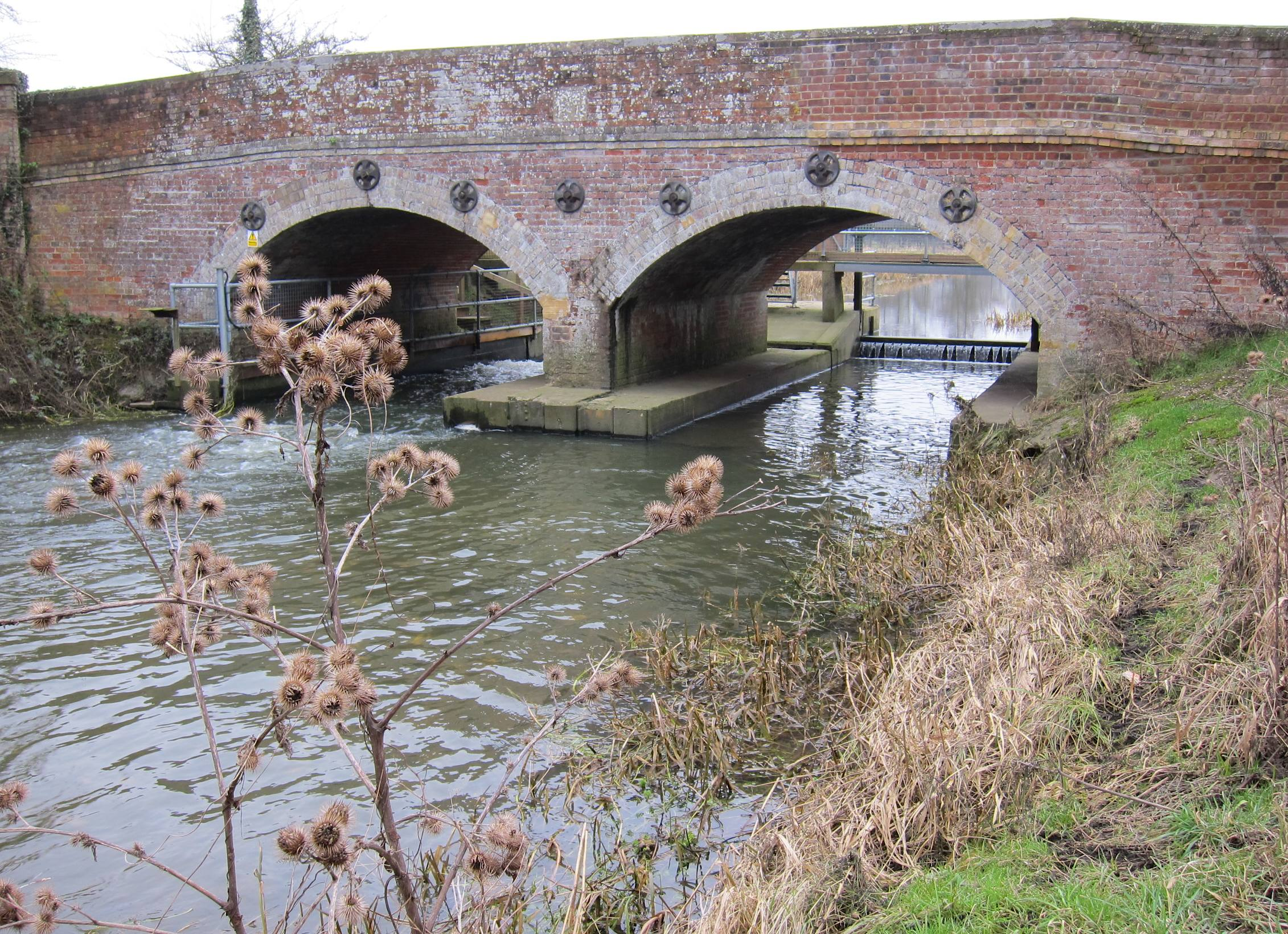
Billingford Bridge & barrage, janvier 2011.
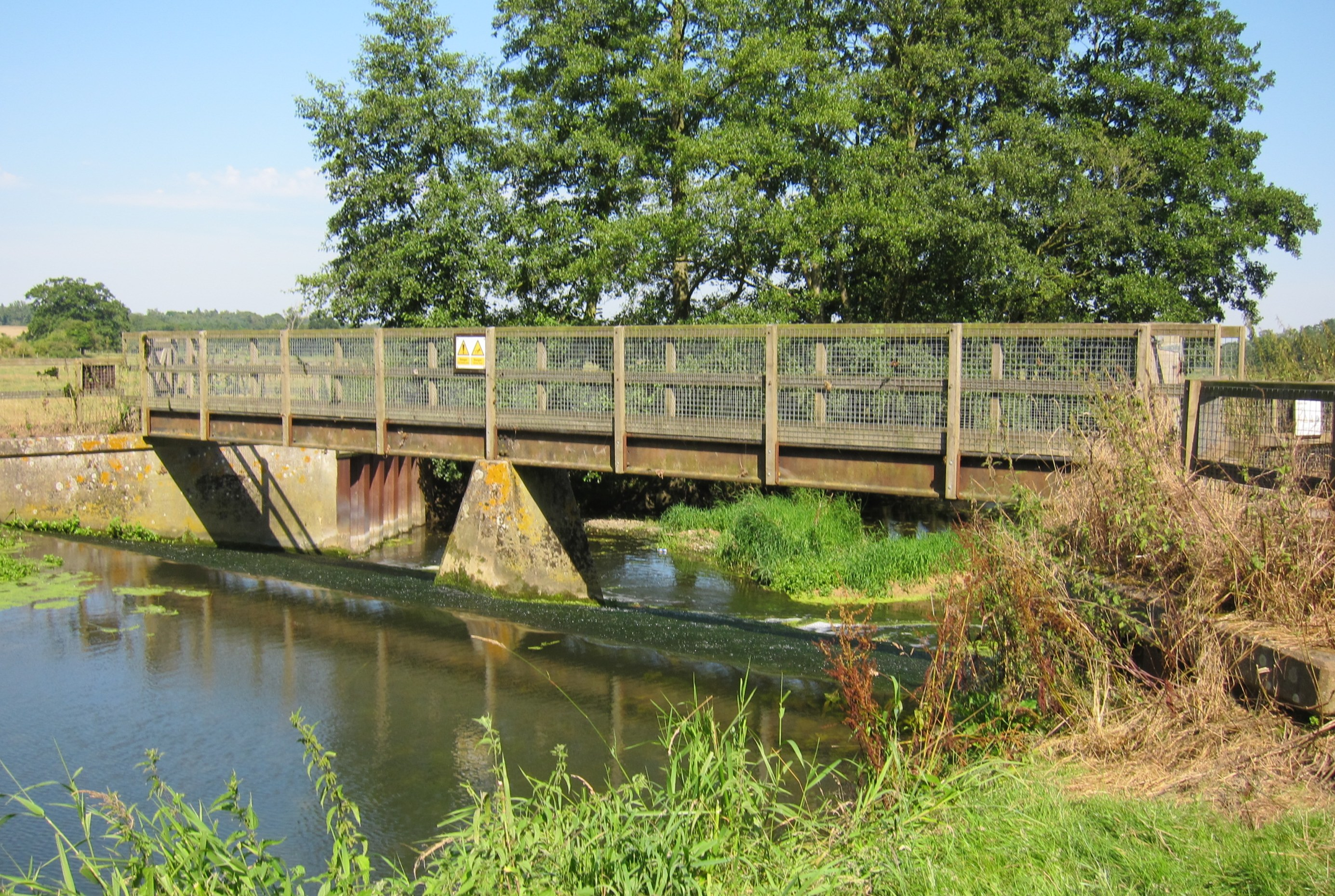
Hoxne barrage, passerelle.
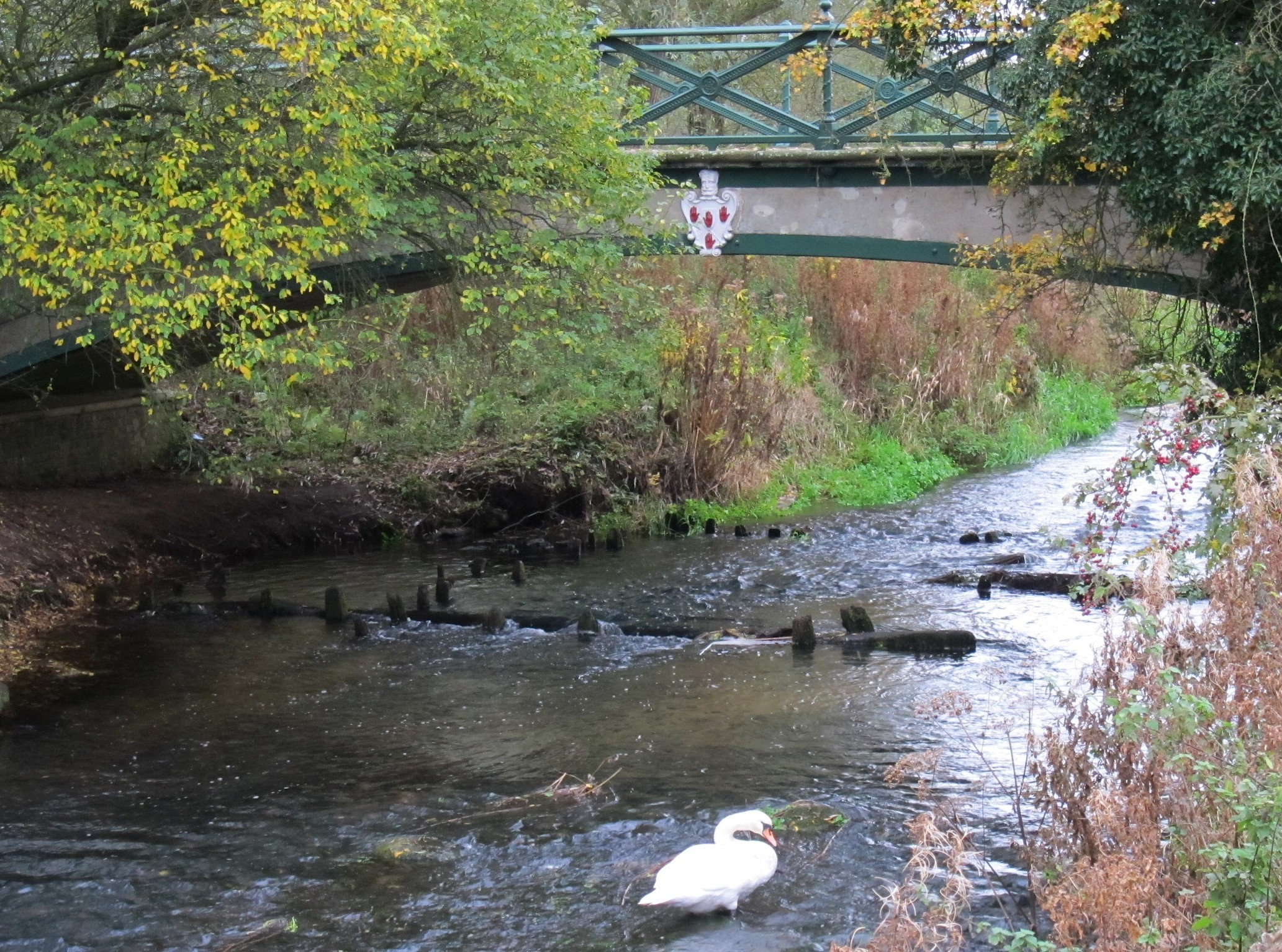
Homersfield Bridge: plus vieux pont en béton de Grande-Bretagne.
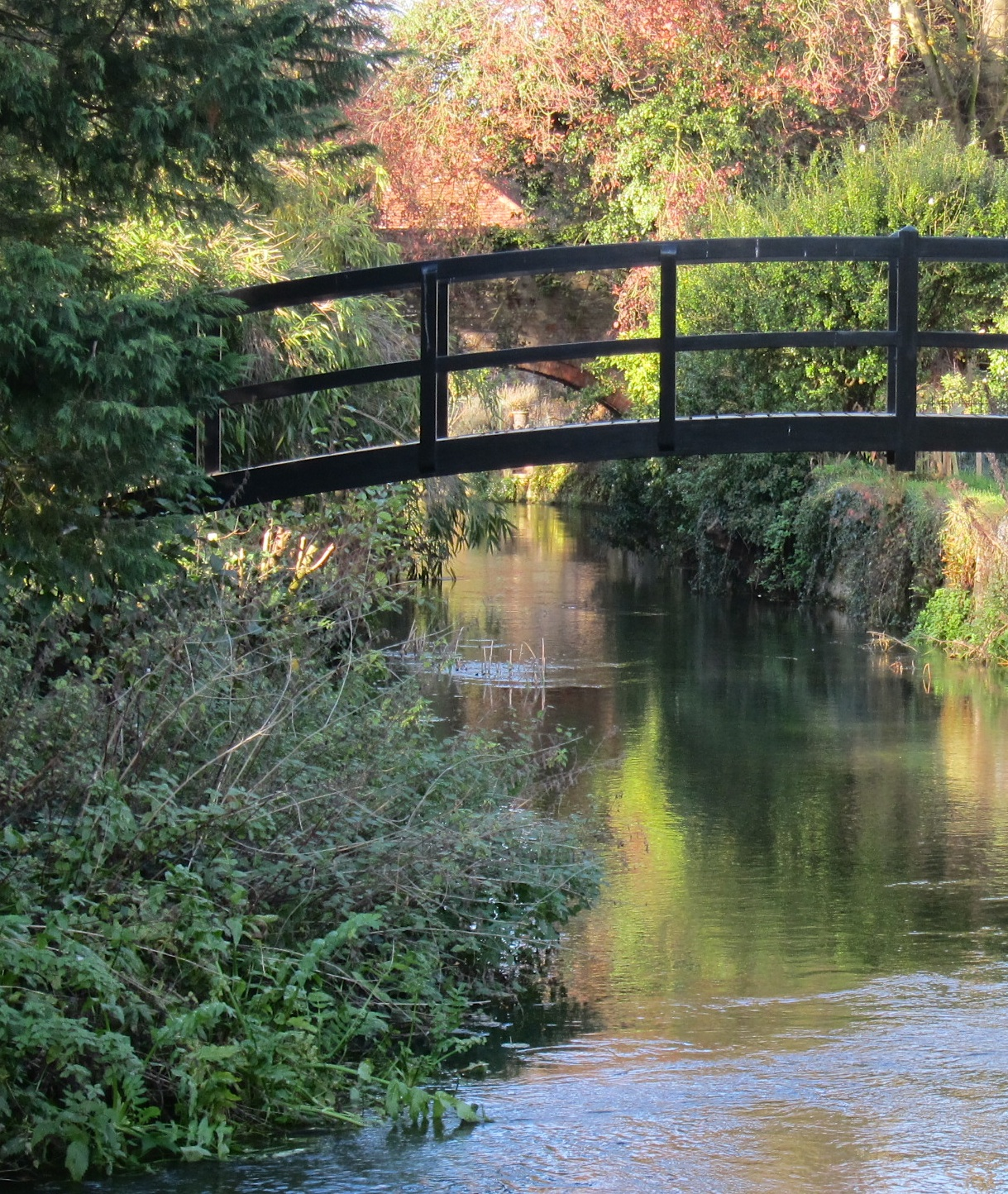
Bungay : Earsham St bridge (derrière la passerelle privée).
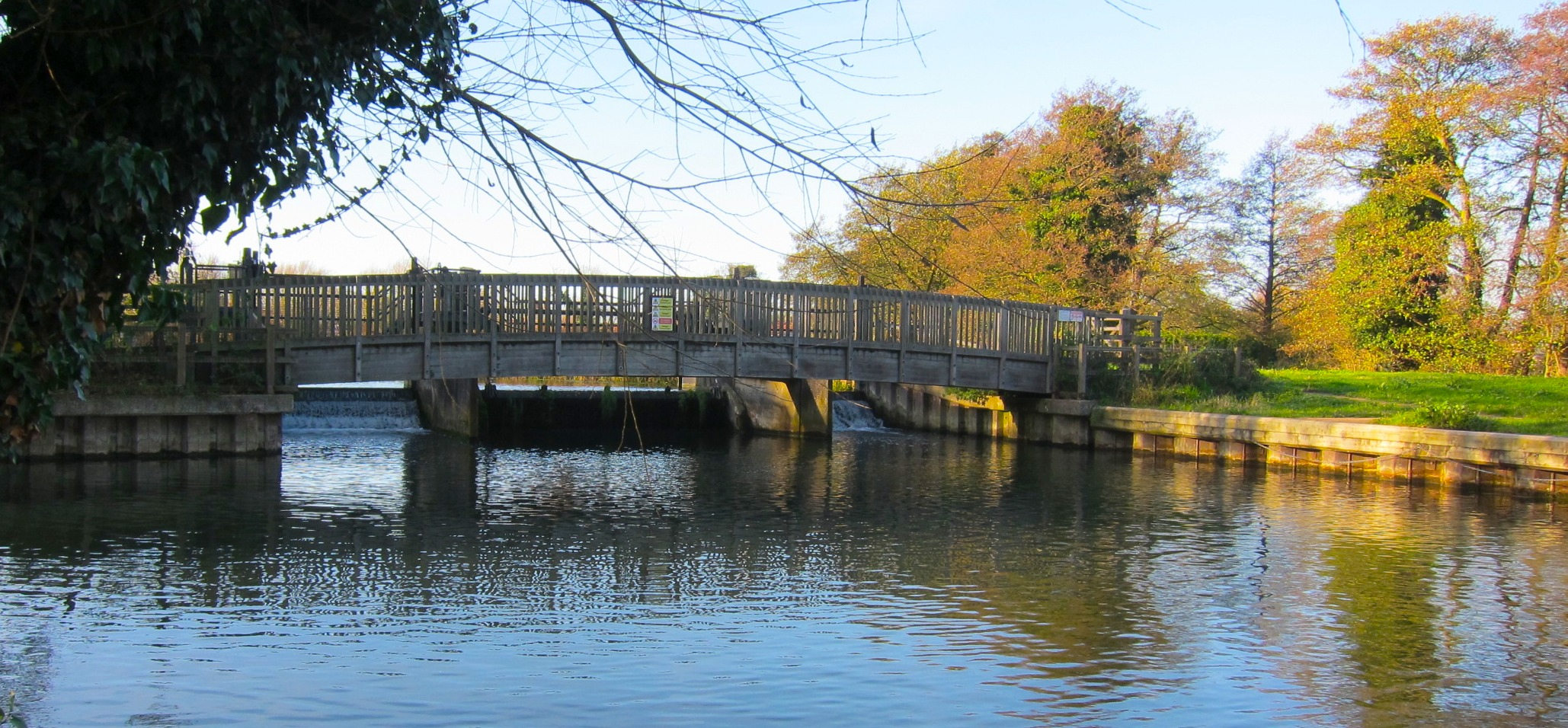
Staithe, barrage, barrière et passerelle, Bungay.
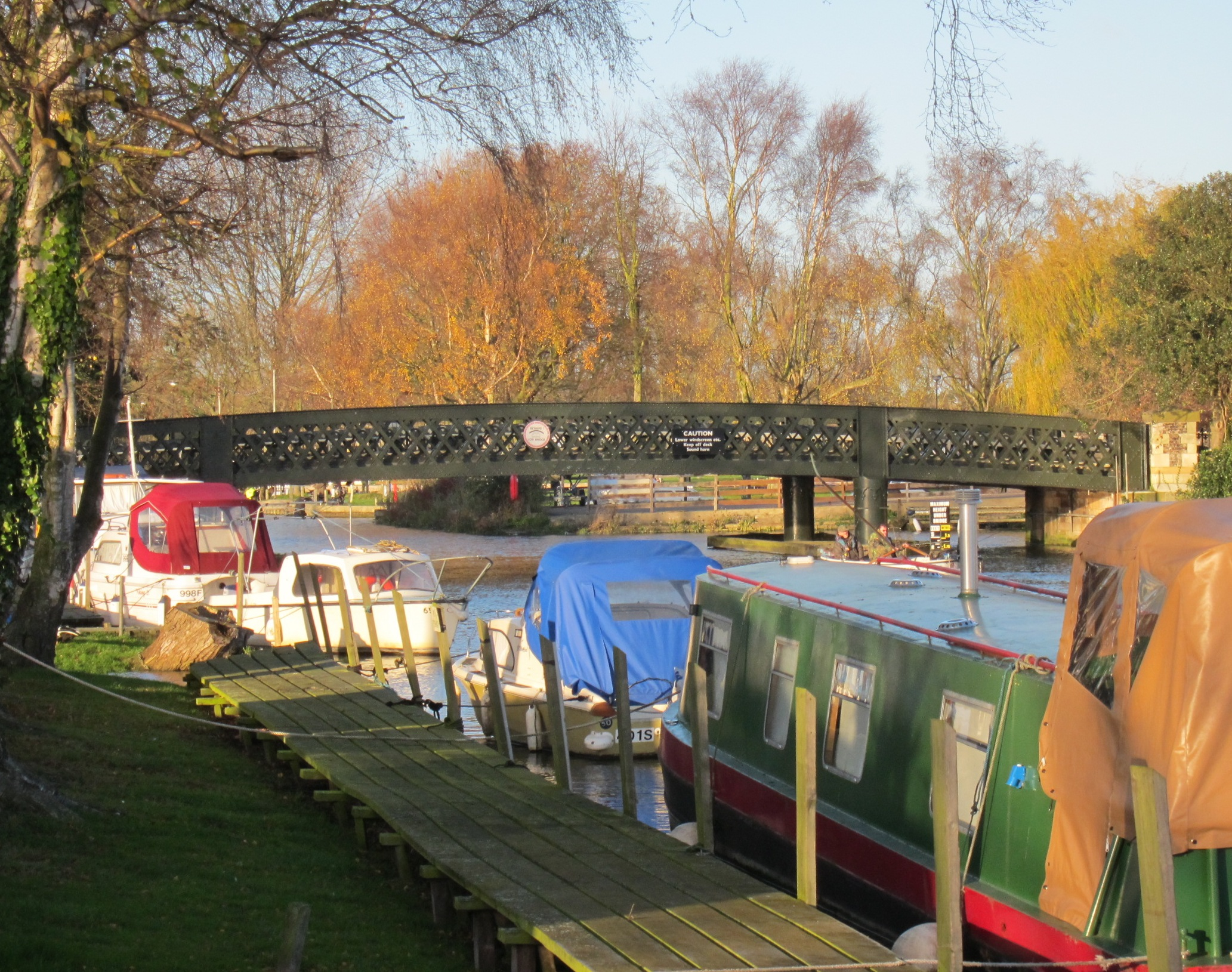
Beccles: vue amont, St bridge, montrant la hauteur maxi.
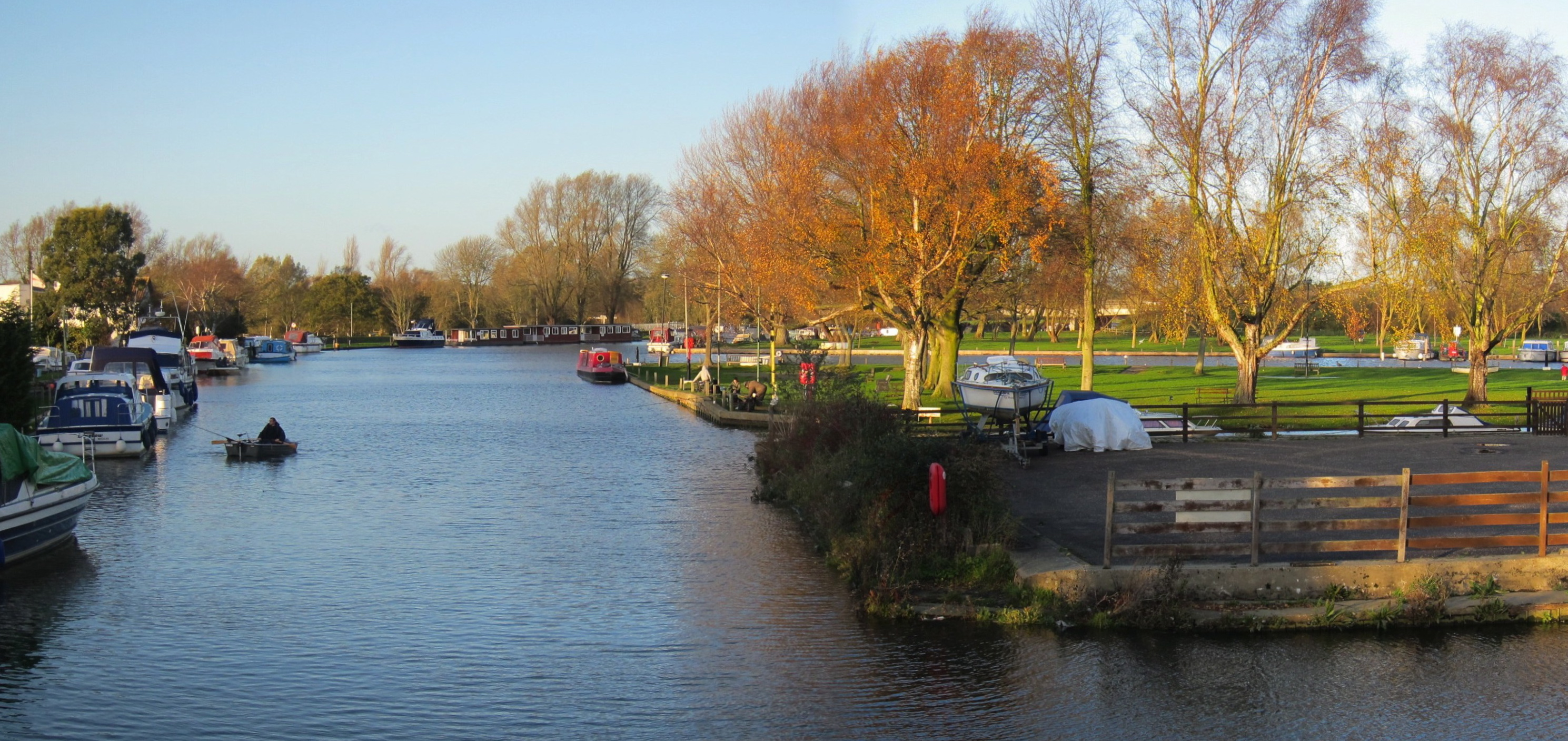
Beccles, les  quais: vue aval à partir de Bridge St bridge.